# Kaneelmanakin
De kaneelmanakin (Neopipo cinnamomea) is een zangvogel uit de familie Tyrannidae (tirannen).

## Verspreiding en leefgebied
Deze soort komt voor in het westelijke en noordoostelijk Amazonegebied en telt twee ondersoorten:
- N. c. helenae: de Guyana's en N-Brazilië.
- N. c. cinnamomea: van O-Colombia en Z-Venezuela tot O-Ecuador, O-Peru en amazonisch W- en C-Brazilië.

## Status
De grootte van de populatie is niet gekwantificeerd maar de soort wordt omschreven als zeldzaam en met een versnipperde verspreiding. Op de Rode lijst van de IUCN heeft deze soort de status niet bedreigd.